# Pavúčia dolina
Pavúčia dolina je samostatná podhorská dolina, zčásti zalesněná na jih od Kriváně, mezi Belianskou a Važeckou dolinou pod cestou vedoucí ze Štrbského plesa na Podbanské ve Vysokých Tatrách. 

## Název
Pojmenování je neznámého původu. Může však vyplývat z autopsie neznámého pozorovatele. V Tatrách žije množství představitelů pavoučí fauny, z nich v lesním pásmu okolo 140 druhů. 

## Turistika
Do doliny nevede turistický chodník